# Юншиэбу
Юншиэбу, юншиебу (монг. еншөөбү) — один из старинных монгольских родов. Потомки служилых людей, ведавших вопросами обслуживания двора Великих ханов со времён монгольской империи Юань.

## Этноним
В период монгольского государства Юань существовало так называемое Управление внешнего обслуживания, ведавшего делами города Шанду и вопросами жизнеобеспечения двора, в том числе обеспечения и дрессированными зверями и птицами, использовавшимися во время охоты Великого хана. Управление по-китайски называлось «Юньшиузун гуан фу» (雲需総管府/云需总管府 yun xu zong guan fu). Сокращенно оно звучало «Юнь шиу фу» (雲需府), что впоследствии в монгольском языке стало еншөөбү.
Варианты этнонима, встречающиеся в литературе: юншиэбу, юншиебу, юншээбу, юншэбу, юншоб, юншов, юмшой, юмшойбу, еншебу.

## История

Юншиэбу в составе государства Северная Юань.

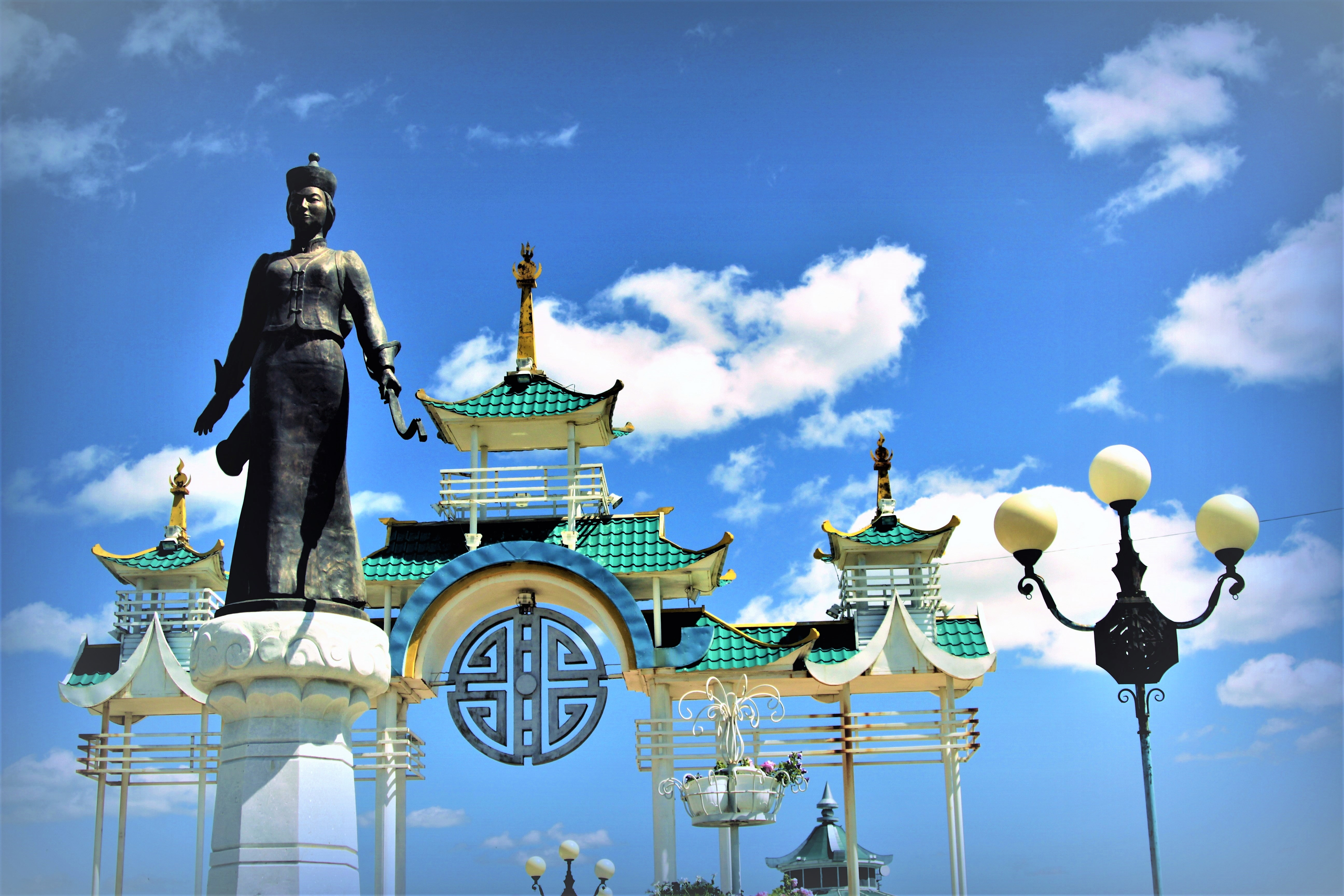
Бальжин-хатан — правительница хори-бурят, происходившая из юншовского рода.

В период монгольского государства Юань существовало ведомство «Юньшиузун гуан фу», о чем свидельствует печать, найденная в 1981 г. в провинции Хэбэй КНР. Из надписей явствует, что она была отлита в 1315 г. Это ведомство, отвечавшее за вопросы внешнего обслуживания двора Великого хана, ведало также делами дворца Цагааннуур, который был местом отдыха и развлечения Великого хана. В нем, находившемся недалеко от г. Шанду, разводили и приручали различных зверей и птиц, с которыми охотились монгольские ханы, что наблюдал лично и отметил итальянский путешественник Марко Поло.
С распадом государства Юань служилые люди «Юнь шиу фу» вернулись в родные монгольские земли, сохранив название своей группы. С конца XIV до начала XVI в. они находились в составе шести монгольских туменов и назывались «дүн их еншөөбу» (великим юншиэбу). С XV в. юншиэбу занимали близлежащие земли Чжанцзякоу и севернее г. Шанду. Затем отошли на запад и стали соседствовать с тумэтами, которые постепенно превратили их в своих подданных.
Название ведомства, которое было создано в эпоху монгольского государства Юань для исполнения дворцовой службы людьми разных родов и племен, со временем стало названием рода или племени служивших там людей — юншиэбу. Ввиду того, что в начале XIV в. в названном ведомстве работали тысячи людей, численность юншиэбу значительно увеличилось. Помимо Монголии род юншиэбу зафиксирован среди бурятского населения Российской Федерации и во многих местах Внутренней Монголии КНР.
Согласно исторической хронике «Повествование о Бальжин-хатун», Бальжин-хатун, правительница хори-бурят, происходила из юншовского рода тумэтского аймака. Известно, что хори-буряты, ранее проживавшие в Монголии, около 1613 г. вернулись в Забайкалье под началом Дай-хун-тайджи, сына солонгутского Бубэй-бэйлэ, и его супруги Бальжин-хатун.
В конце XVII в. часть юншиэбу вместе с сонголами под предводительством чингизида Окин-тайши, потомка Даян-хана, переселилась на территорию Бурятии и вошла в состав селенгинских бурят.

## Расселение и родовой состав
В Монголии представители рода юншиэбу зарегистрированы в сомонах Сэлэнгэ, Хангал, Хутаг-Ундер, Бугат, Хишиг-Ундер, Дашинчилэн Булганского аймака; сомонах Хухеморьт, Баян-Уул, Жаргалан, Шарга Гоби-Алтайского аймака; сомонах Хуленбуйр, Баянтумэн, Матад, Халхгол Восточного аймака; сомоне Дэрэн Средне-Гобийского аймака; сомоне Шилуустэй Завханского аймака; сомонах Мандал-Овоо, Булган, Ханхонгор Южно-Гобийского аймака; сомонах Халзан, Асгат, Эрдэнцагаан, Дарьганга, Наран, Баяндэлгэр Сухэ-Баторского аймака; сомонах Тушиг, Цагааннуур, Зуунэбурэн, Шаамар, Алтанбулаг, Худэр, Ерее, Орхон, Баруунбурэн, Орхонтуул Селенгинского аймака; в аймаке Дархан-Уул; сомонах Эрдэнэ, Баяндэлгэр, Баянжаргалан, Баян, Баянцагаан, Баянцогт, Алтанбулаг Центрального аймака.
В составе юншиэбу были отмечены такие роды, как асуд, харчин, чонос, шувуучин, бүрээ(чин), барнууд (барс), нумчин, дархан (дархад), хонхатан, таву найма (табун аймак), баргут, шарануд, буриад, танглагархан. Названия некоторых вышеперечисленных родов возникли в прямой связи с родом их деятельности.
Табун аймак в составе юншиэбу, согласно Д. Буяндэлгэру, являются потомками так называемых «пяти опор» (пяти больших аймаков): джалаиров, хонгиратов, икиресов, урутов и мангутов. Пять больших аймаков в дальнейшем получили имя тавнан.
Среди этнических групп бурят известны следующие роды: юншээбуу среди баргутов; юншоб (юмшойбу) среди сонголов; юмшой, хотокто-юншов среди селенгинских бурят.
Родовые фамилии. В настоящее время в Монголии проживают носители следующих родовых фамилий: еншөөбү (еөншөөбү), еншебу, еншебуу, еншебү, еншебүү, еншевү, еншеебу, еншеебү, еншеев, еншиев, еншобу, еншобуу, еншов, еншойбу, еншөөб, еншөөбу, еншөөбуу, еншөөбү тайж, еншөөбүд, еншөөбүү (еөншөөбүү), еншөөв, еншөөвуу, еншөөвүү, еншуубу, еншүб, еншүбү, еншүүбү, тайж еншөөбү, юншебу, юншебуу, юншебүү, юншеебуу, юншеебү, юншеебүү, юншиебу, юншиебү, юншиэбү, юншиэв, юншөөбу, юншөөбуу, юншөөбү, юншөөбүү, юншөөвү, юншэбу, юншэбуу, юншэбү, юншэбүү, юншэв, юншэвү, юншээбу, юншээбуу, юншээбү, юншээбүү, юншээв, юншээвү, юншээвүү.